# S:t Botvids begravningsplats

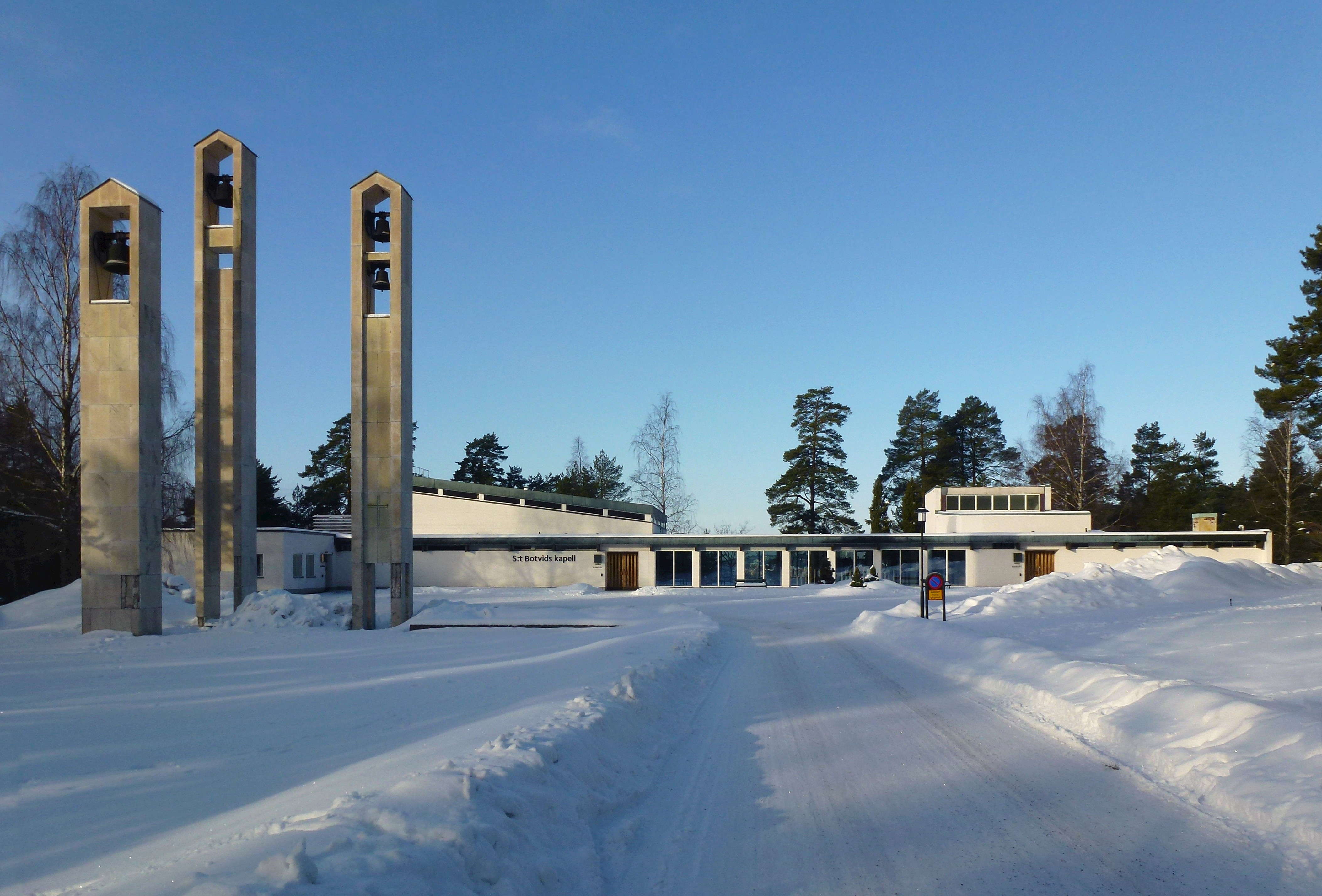
S:t Botvids kapell i februari 2013.

S:t Botvids begravningsplats är en begravningsplats i Huddinge kommun som är belägen i ett skogsparti nära Flottsbro ovanför Albysjön. Begravningsplatsen anlades 1956 och har sedan dess utökats med S:t Botvids kapell och en minneslund samt en begravningsplats för muslimer. Begravningsplatsen är Huddinges största med cirka 10 000 gravplatser.

## Historik

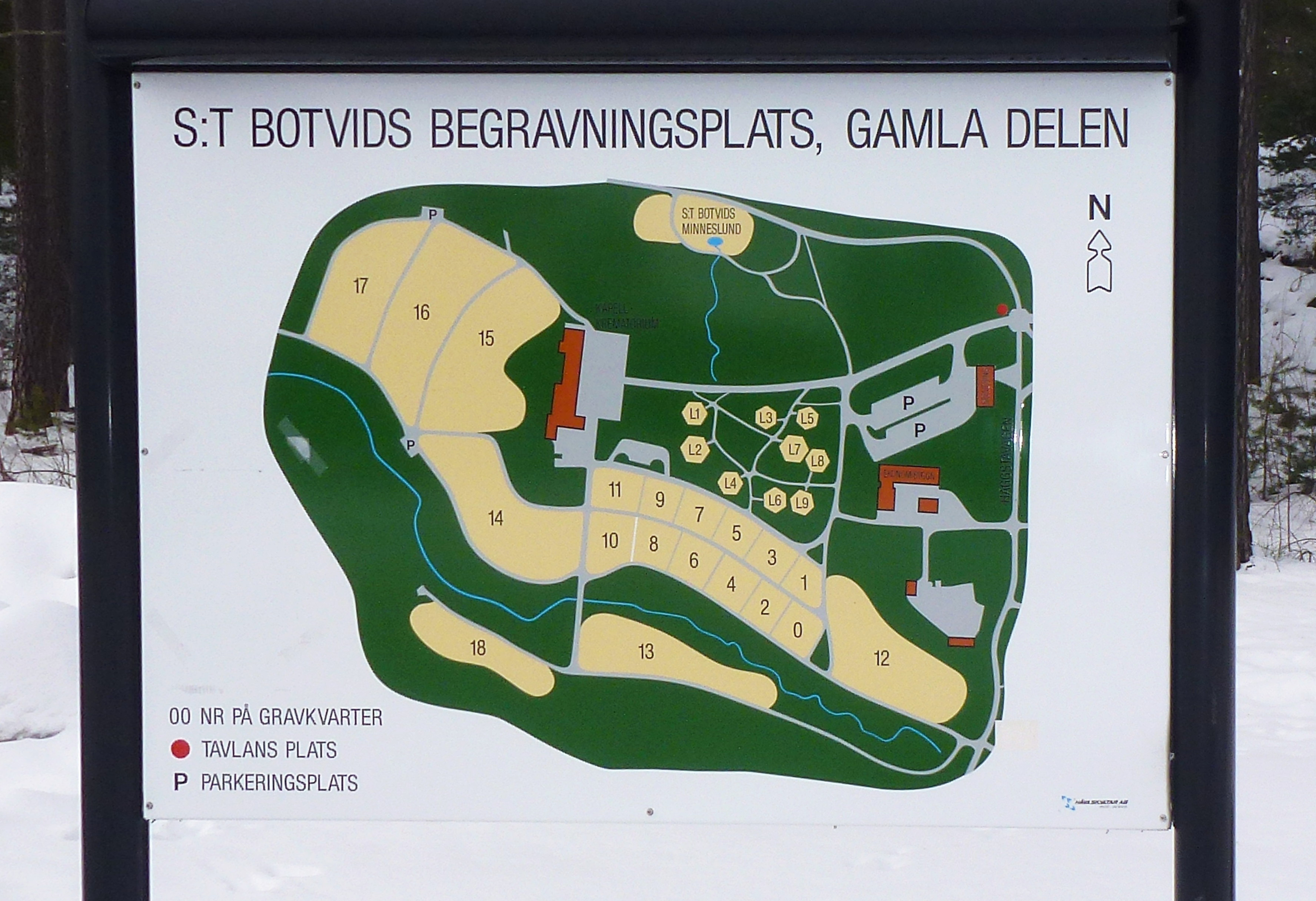
Infotavla.

Den äldre delen av begravningsplatsen anlades på grund av platsbrist på kyrkogården vid Huddinge kyrka samt  Tomtberga kyrkogård och invigdes 1956.  
År 2002 utökades gravområdet mot väst och blev nästan dubbelt så stort som den ursprungliga delen. Området sluttar svagt ner mot Albysjön. Från en damm rinner en bäck genom området. Här finns bland annat en ny minneslund och icke-kristna gravkvarter med cirka 980 gravplatser. 
På sommaren 2003 invigdes även ett kvarter för avlidna bahá'íer. Under 2011 genomgick krematoriet en totalrenovering. På S:t Botvids begravningsplats har bland andra huddingeprofilen och karikatyrtecknaren Ewert Karlsson fått sin sista vila. Gravstenen pryds av hans signatur EWK.

## S:t Botvids kapell
Kapell-, krematorie- och ekonomibyggnader invigdes 1961 och är ritade av arkitekt Sture Frölén. Kapellet är en låg, långsträckt byggnad, vars fasader består av vitslammat tegel. Framför byggnaden står tre höga klocktorn klädda med vit ekebergsmarmor. 
I huset finns ett större och ett mindre kapell, entréhall samt kontor. I nedre planet ligger bisättningsrum och krematorium. Entré- och vänthallen binder samman de två kapellen. Taket i entré- och vänthallen bärs upp av limträbalkar. Golvet är belagt med kalkstensplattor. Genom glasade långsidor får besökaren en vidsträckt utsikt över naturområdet och Albysjön. 
Det större kapellet rymmer 150 sittplatser och kan användas både för begravningar och för andra gudstjänster. Väggarna är av slammat tegel, tak och inredning är av furu. I det stora kapellet hänger en fem meter hög gobeläng ”Ovan jordens flod och dal” över altaret. Gobelängen skapades 1967 av konstnären Harald Lindberg och vävdes 1968-1970 av Katarina Röjgård. 
I det lilla kapellet, som används enbart för begravningar finns 50 sittplatser. På altaret står ett krucifix i silver som inramar Jesusmotivet av glaserat lergods. Till höger och vänster därom står ljusstakar i silver. Allt är ett verk av  silversmeden Bengt Lindblad.

### Orgel
- De nuvarande två orglarna byggdes 1961 av Grönlunds Orgelbyggeri AB, Gammelstad och är mekaniska. Orglarna är identiska och står i två olika lokaler; Sankt Botvids stora kapell, respektive Sankt Botvids lilla kapell.

| Huvudverk I    | Öververk II  | Pedal      | Koppel |
| Rörflöjt 8'    | Gedackt 8´   | Subbas 16´ | I/P    |
| Principal 4'   | Rörflöjt 4'  | Gedackt 8´ | II/P   |
| Waldflöjt 2'   | Principal 2' |            | II/I   |
| Nasat 1 1/3'   | Dulcian 8'   |            |        |
| Mixtur II chor | Tremulant    |            |        |

## Bilder, exteriör

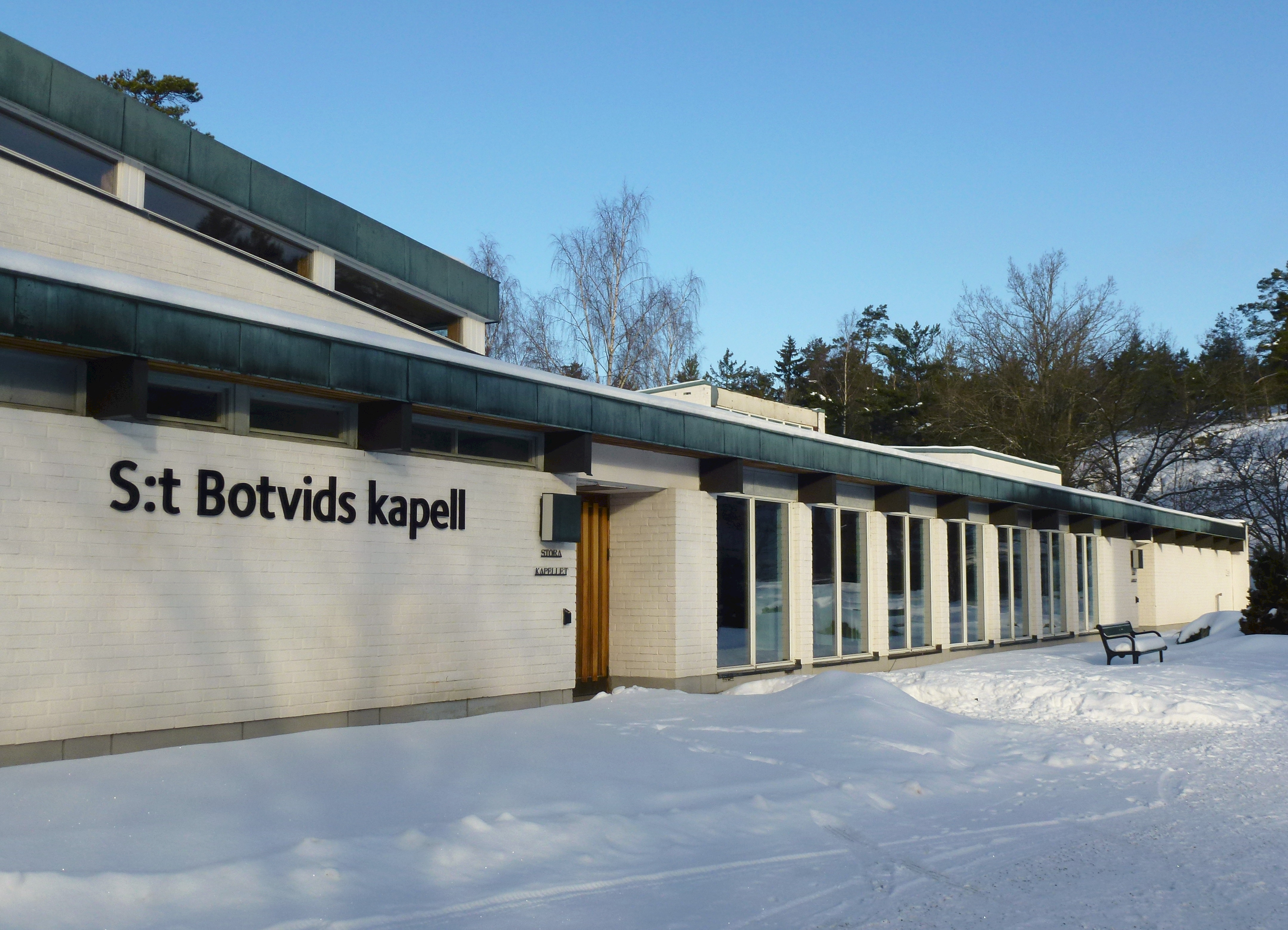
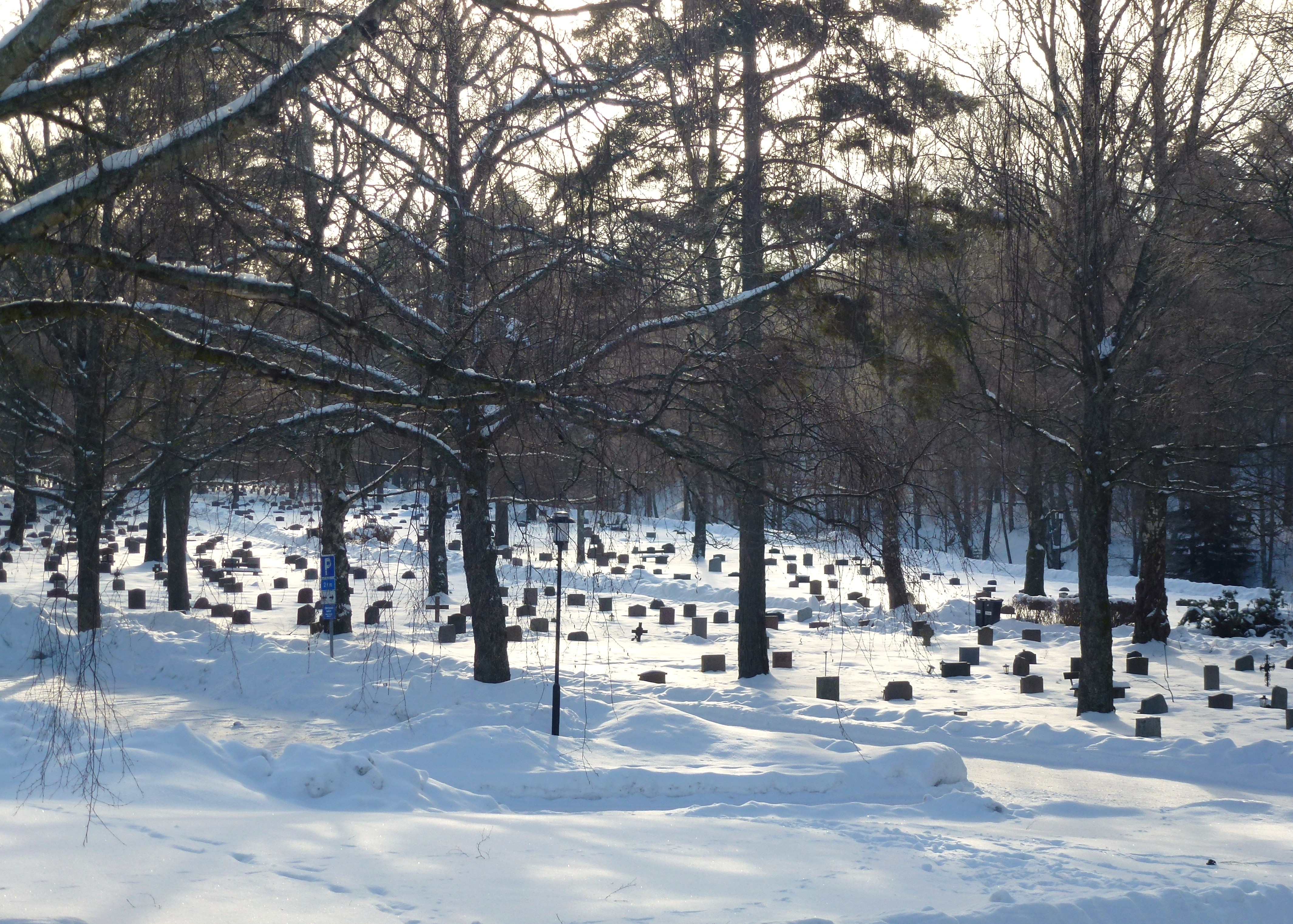
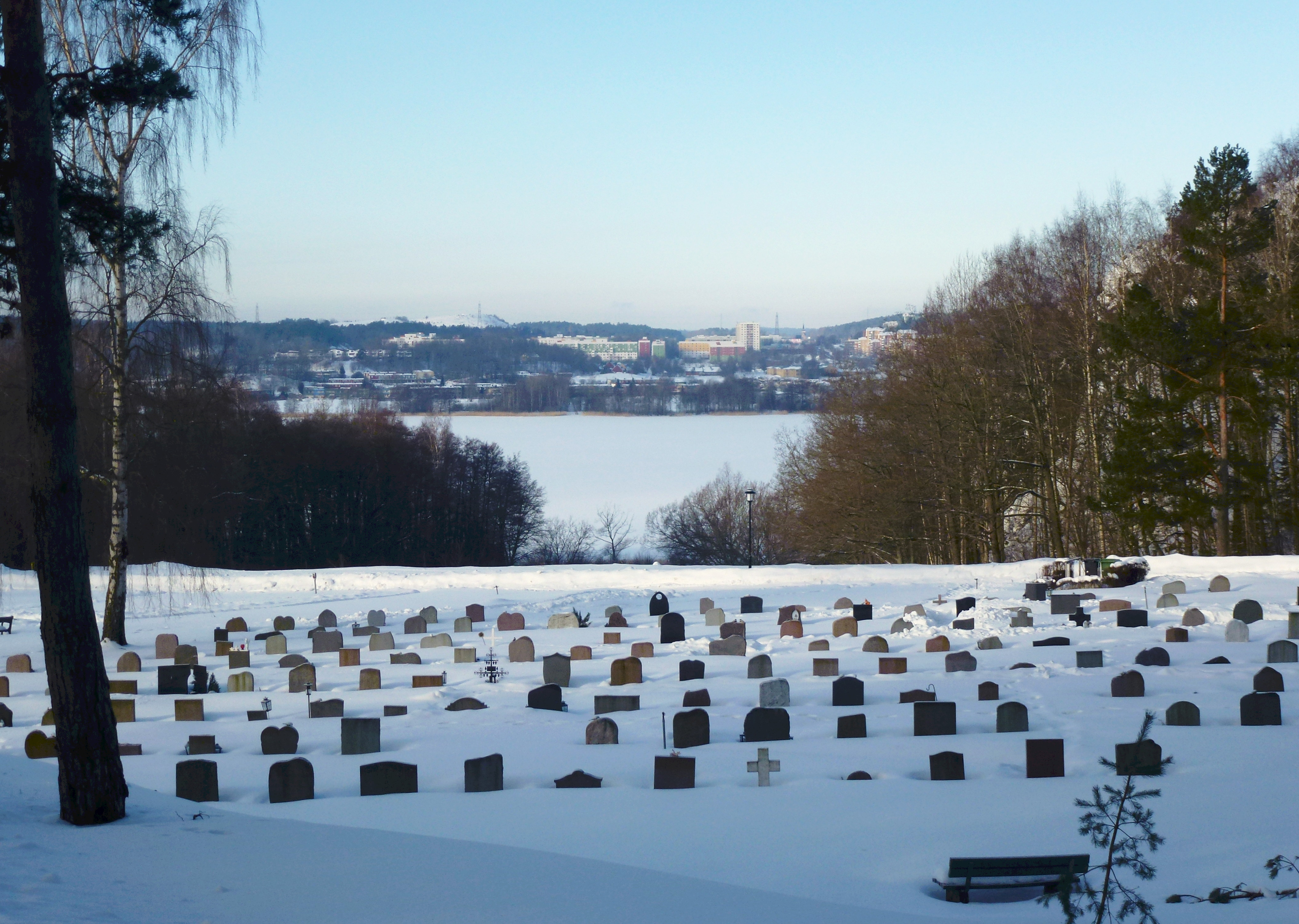
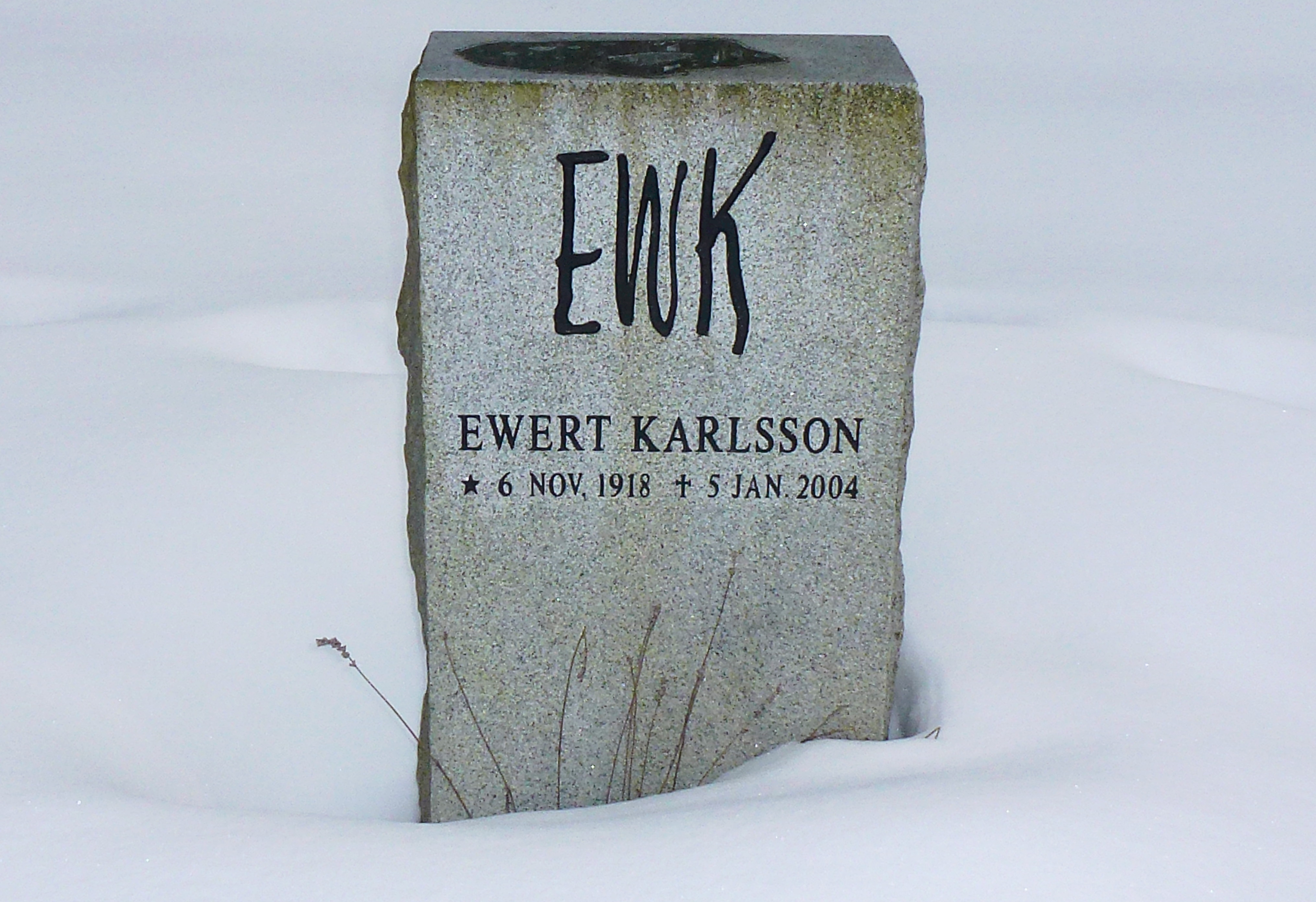

## Bilder, interiör

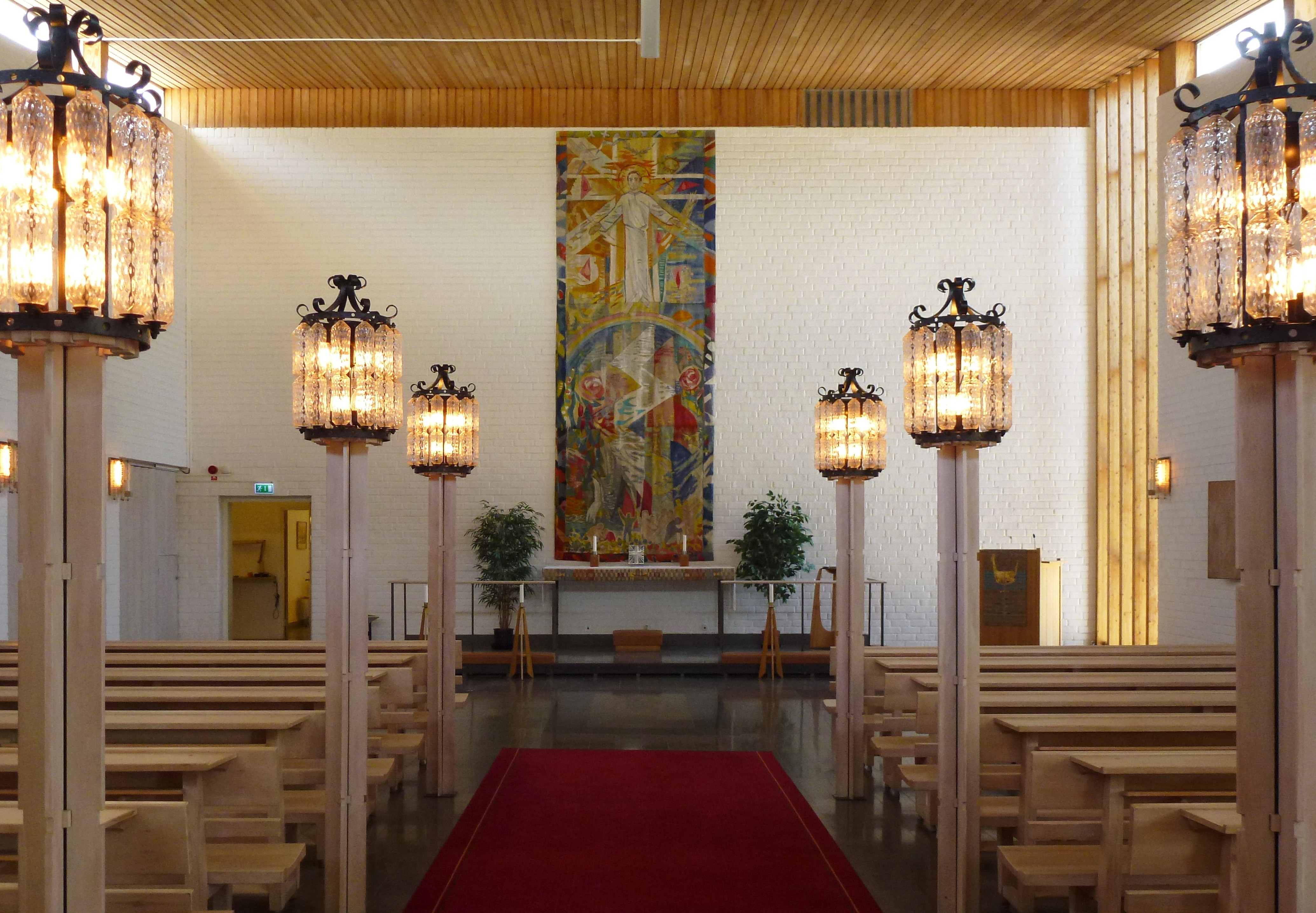
Stora kapellet med gobelängen
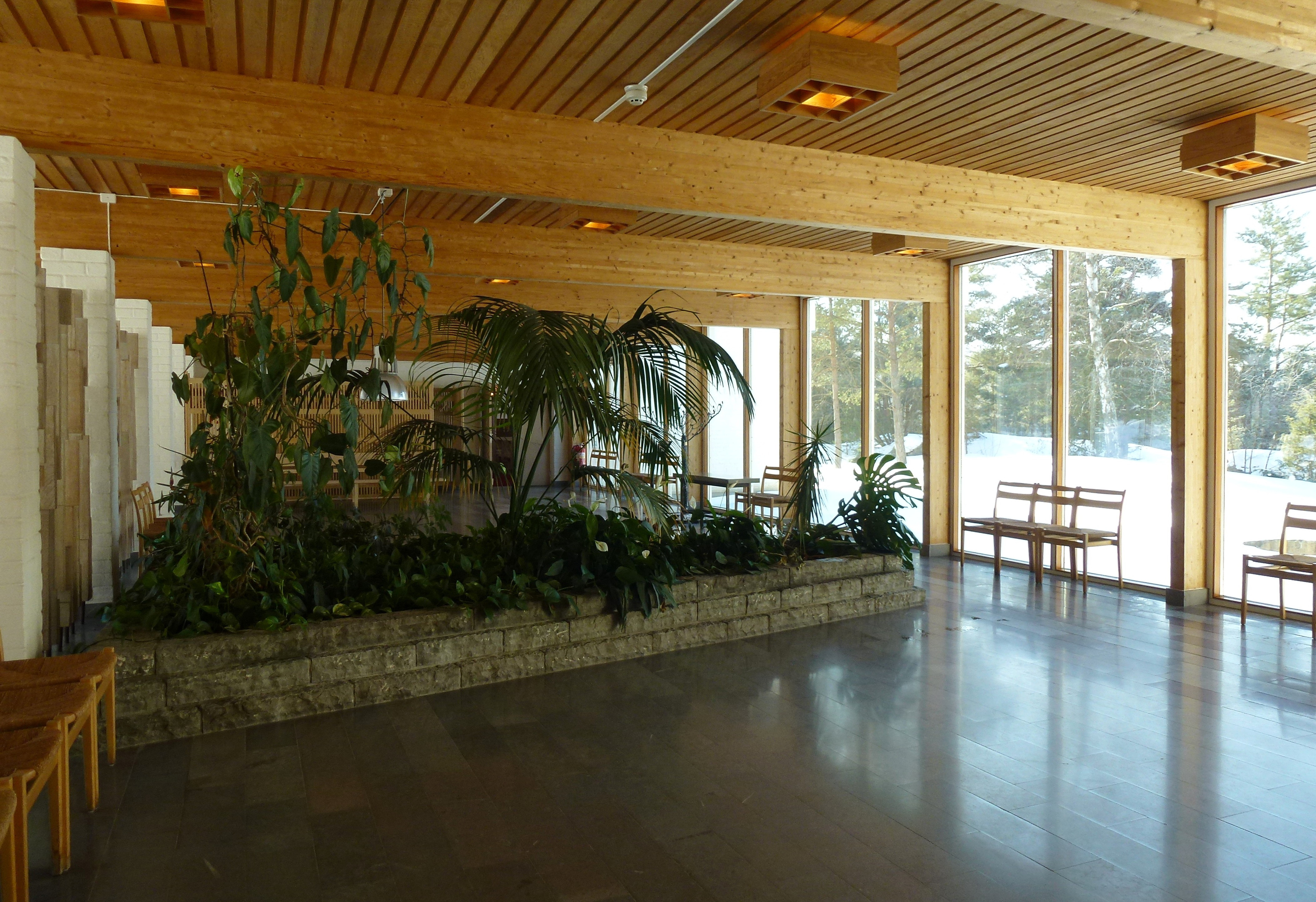
Förbindelsehallen
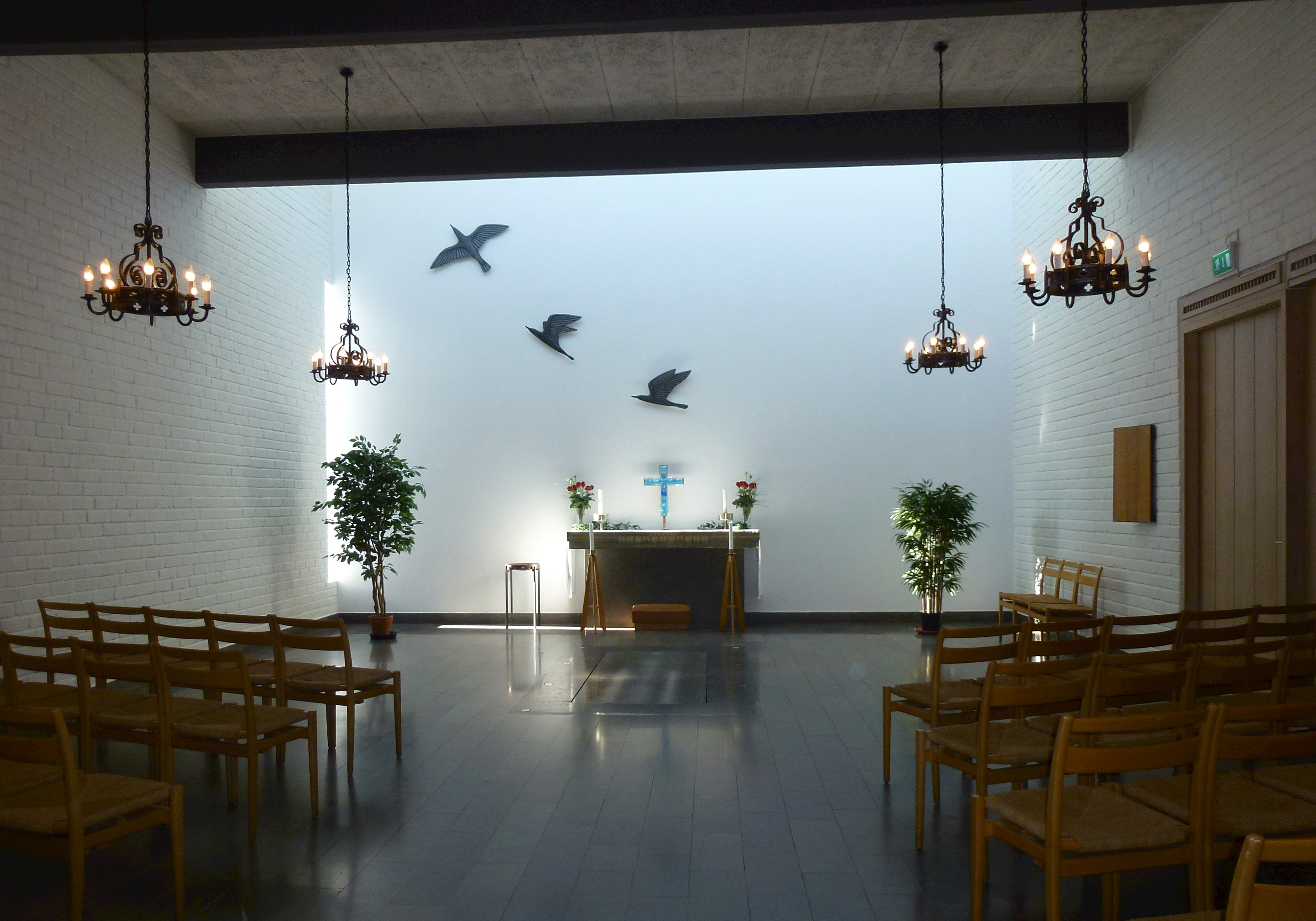
Lilla kapellet
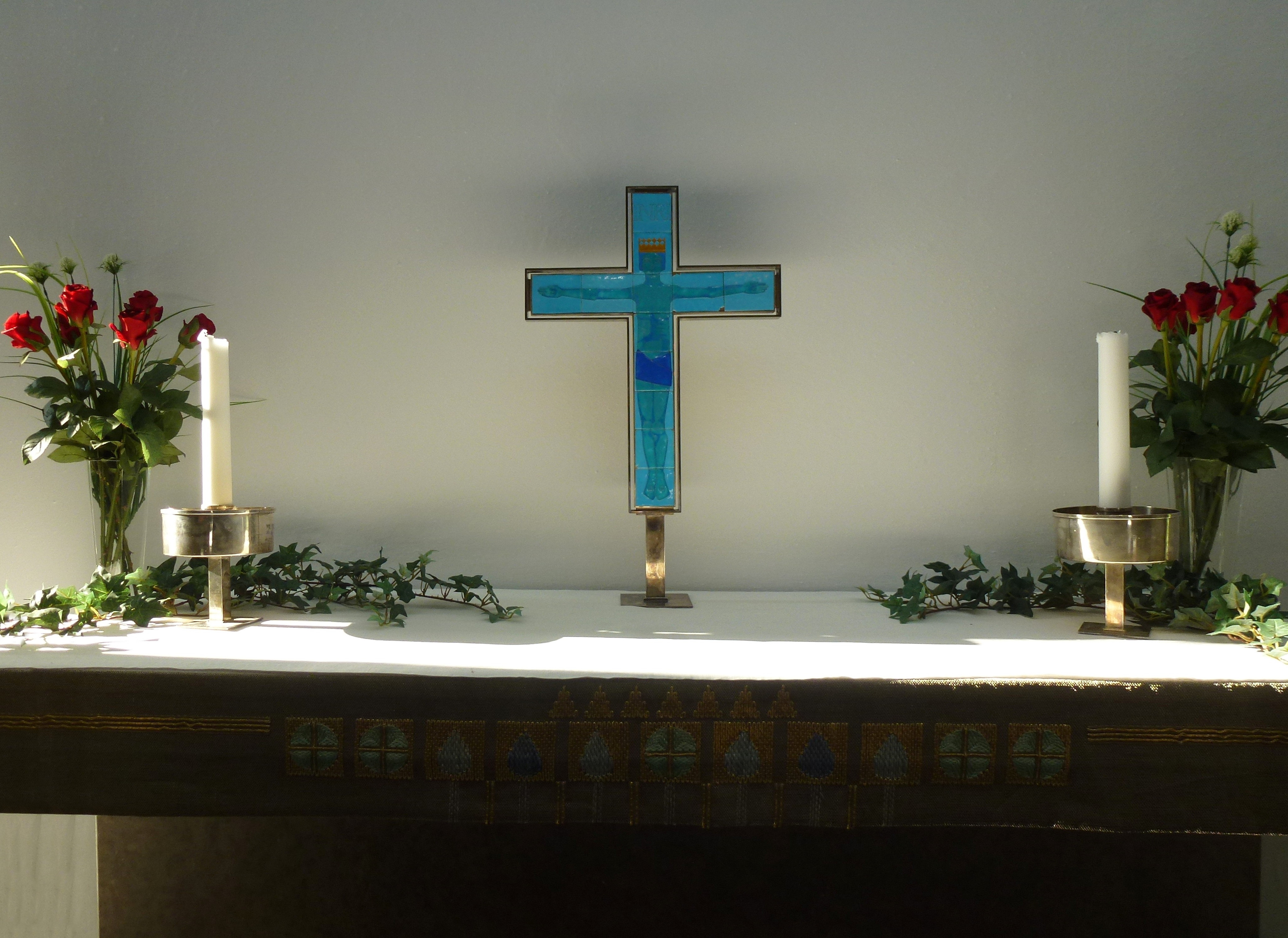
Altaret i lilla kapellet